# Nirvana (US-amerikanische Band)/Diskografie
Diese Diskografie ist eine Übersicht über die musikalischen Werke der US-amerikanischen Rockband Nirvana. Den Quellenangaben und Schallplattenauszeichnungen zufolge hat sie bisher mehr als 117,8 Millionen Tonträger verkauft, womit sie zu den erfolgreichsten Bands aller Zeiten gehört. Allein in ihrer Heimat verkaufte sie über 65,6 Millionen Tonträger. Ihre erfolgreichste Veröffentlichung ist das zweite Studioalbum Nevermind mit über 30 Millionen verkauften Einheiten. In Deutschland konnte die Gruppe mehr als 3,7 Millionen Tonträger absetzen. Alleine Nevermind verkaufte sich dort über eine Million Mal, womit es zu den meistverkauften Musikalben des Landes der 1990er-Jahre zählt.

## Alben

### Studioalben
| Jahr | Titel Musiklabel               | Höchstplatzierung, Gesamtwochen, AuszeichnungChartplatzierungen (Jahr, Titel, Musiklabel, Platzierungen, Wochen, Auszeichnungen, Anmerkungen) | Höchstplatzierung, Gesamtwochen, AuszeichnungChartplatzierungen (Jahr, Titel, Musiklabel, Platzierungen, Wochen, Auszeichnungen, Anmerkungen) | Höchstplatzierung, Gesamtwochen, AuszeichnungChartplatzierungen (Jahr, Titel, Musiklabel, Platzierungen, Wochen, Auszeichnungen, Anmerkungen) | Höchstplatzierung, Gesamtwochen, AuszeichnungChartplatzierungen (Jahr, Titel, Musiklabel, Platzierungen, Wochen, Auszeichnungen, Anmerkungen) | Höchstplatzierung, Gesamtwochen, AuszeichnungChartplatzierungen (Jahr, Titel, Musiklabel, Platzierungen, Wochen, Auszeichnungen, Anmerkungen) | Anmerkungen                                                     |
| Jahr | Titel Musiklabel               | DE | AT | CH | UK | US | Anmerkungen                                                     |
| ---- | ------------------------------ | --- | --- | --- | --- | --- | --------------------------------------------------------------- |
| 1989 | Bleach Sub Pop (ADA)           | DE24 a (14 Wo.)DE | AT26 a (6 Wo.)AT | — | UK33 a Platin · (9 Wo.)UK | US89 a Platin · (20 Wo.)US | Erstveröffentlichung: 1. Juni 1989 Verkäufe: + 2.610.000        |
| 1991 | Nevermind Geffen Records (WMG) | DE3 ×2Doppelplatin · (… Wo.)DE | AT2 Platin · (394 Wo.)AT | CH2 Platin · (125 Wo.)CH | UK5 ×9Neunfachplatin · (440 Wo.)UK | US1 ×3Diamant + Dreifachplatin · (… Wo.)US | Erstveröffentlichung: 24. September 1991 Verkäufe: + 30.000.000 |
| 1993 | In Utero Geffen Records (WMG)  | DE14 Gold · (17 Wo.)DE | AT8 Gold · (17 Wo.)AT | CH16 (13 Wo.)CH | UK1 ×3Dreifachplatin · (62 Wo.)UK | US1 ×6Sechsfachplatin · (94 Wo.)US | Erstveröffentlichung: 21. September 1993 Verkäufe: + 15.000.000 |

### Livealben
| Jahr | Titel Musiklabel                                         | Höchstplatzierung, Gesamtwochen, AuszeichnungChartplatzierungen (Jahr, Titel, Musiklabel, Platzierungen, Wochen, Auszeichnungen, Anmerkungen) | Höchstplatzierung, Gesamtwochen, AuszeichnungChartplatzierungen (Jahr, Titel, Musiklabel, Platzierungen, Wochen, Auszeichnungen, Anmerkungen) | Höchstplatzierung, Gesamtwochen, AuszeichnungChartplatzierungen (Jahr, Titel, Musiklabel, Platzierungen, Wochen, Auszeichnungen, Anmerkungen) | Höchstplatzierung, Gesamtwochen, AuszeichnungChartplatzierungen (Jahr, Titel, Musiklabel, Platzierungen, Wochen, Auszeichnungen, Anmerkungen) | Höchstplatzierung, Gesamtwochen, AuszeichnungChartplatzierungen (Jahr, Titel, Musiklabel, Platzierungen, Wochen, Auszeichnungen, Anmerkungen) | Anmerkungen                                                    |
| Jahr | Titel Musiklabel                                         | DE | AT | CH | UK | US | Anmerkungen                                                    |
| ---- | -------------------------------------------------------- | --- | --- | --- | --- | --- | -------------------------------------------------------------- |
| 1994 | MTV Unplugged in New York Geffen Records (WMG)           | DE6 Gold · (49 Wo.)DE | AT1 ×2Doppelplatin · (65 Wo.)AT | CH3 ×2Doppelplatin · (46 Wo.)CH | UK1 ×3Dreifachplatin · (52 Wo.)UK | US1 ×8Achtfachplatin · (100 Wo.)US | Erstveröffentlichung: 31. Oktober 1994 Verkäufe: + 12.774.373  |
| 1996 | From the Muddy Banks of the Wishkah Geffen Records (BMG) | DE38 (7 Wo.)DE | AT3 Gold · (16 Wo.)AT | CH9 (7 Wo.)CH | UK4 Gold · (9 Wo.)UK | US1 Platin · (21 Wo.)US | Erstveröffentlichung: 30. September 1996 Verkäufe: + 2.115.000 |
| 2009 | Live at Reading Geffen Records (UMG)                     | DE66 (1 Wo.)DE | AT28 (3 Wo.)AT | CH97 (1 Wo.)CH | UK32 Silber · (3 Wo.)UK | US37 (2 Wo.)US | Erstveröffentlichung: 30. Oktober 2009 Verkäufe: + 243.000     |
| 2019 | Live at the Paramount Geffen Records (UMG)               | DE99 (1 Wo.)DE | — | — | — | — | Erstveröffentlichung: 12. April 2019                           |
| 2019 | Live and Loud Geffen Records (UMG)                       | — | — | — | — | — | Erstveröffentlichung: 30. August 2019                          |

### Kompilationen
| Jahr | Titel Musiklabel                                  | Höchstplatzierung, Gesamtwochen, AuszeichnungChartplatzierungen (Jahr, Titel, Musiklabel, Platzierungen, Wochen, Auszeichnungen, Anmerkungen) | Höchstplatzierung, Gesamtwochen, AuszeichnungChartplatzierungen (Jahr, Titel, Musiklabel, Platzierungen, Wochen, Auszeichnungen, Anmerkungen) | Höchstplatzierung, Gesamtwochen, AuszeichnungChartplatzierungen (Jahr, Titel, Musiklabel, Platzierungen, Wochen, Auszeichnungen, Anmerkungen) | Höchstplatzierung, Gesamtwochen, AuszeichnungChartplatzierungen (Jahr, Titel, Musiklabel, Platzierungen, Wochen, Auszeichnungen, Anmerkungen) | Höchstplatzierung, Gesamtwochen, AuszeichnungChartplatzierungen (Jahr, Titel, Musiklabel, Platzierungen, Wochen, Auszeichnungen, Anmerkungen) | Anmerkungen                                                   |
| Jahr | Titel Musiklabel                                  | DE | AT | CH | UK | US | Anmerkungen                                                   |
| ---- | ------------------------------------------------- | --- | --- | --- | --- | --- | ------------------------------------------------------------- |
| 1992 | Incesticide Geffen Records (WMG)                  | DE40 (12 Wo.)DE | AT10 (16 Wo.)AT | CH18 (6 Wo.)CH | UK14 Platin · (11 Wo.)UK | US39 Platin · (25 Wo.)US | Erstveröffentlichung: 12. Dezember 1992 Verkäufe: + 2.050.000 |
| 2002 | Nirvana Geffen Records (UMG)                      | DE5 ×3Dreifachgold · (27 Wo.)DE | AT1 Platin · (34 Wo.)AT | CH2 Platin · (49 Wo.)CH | UK3 ×5Fünffachplatin · (147 Wo.)UK | US3 Platin · (49 Wo.)US | Erstveröffentlichung: 25. Oktober 2002 Verkäufe: + 5.733.128  |
| 2005 | Sliver – The Best of the Box Geffen Records (UMG) | DE97 (1 Wo.)DE | AT26 (9 Wo.)AT | CH87 (2 Wo.)CH | UK56 Silber · (1 Wo.)UK | US21 (12 Wo.)US | Erstveröffentlichung: 31. Oktober 2005 Verkäufe: + 145.000    |
| 2010 | Icon Geffen Records (UMG)                         | — | — | — | — | — | Erstveröffentlichung: 27. Oktober 2010 Verkäufe: + 40.000     |

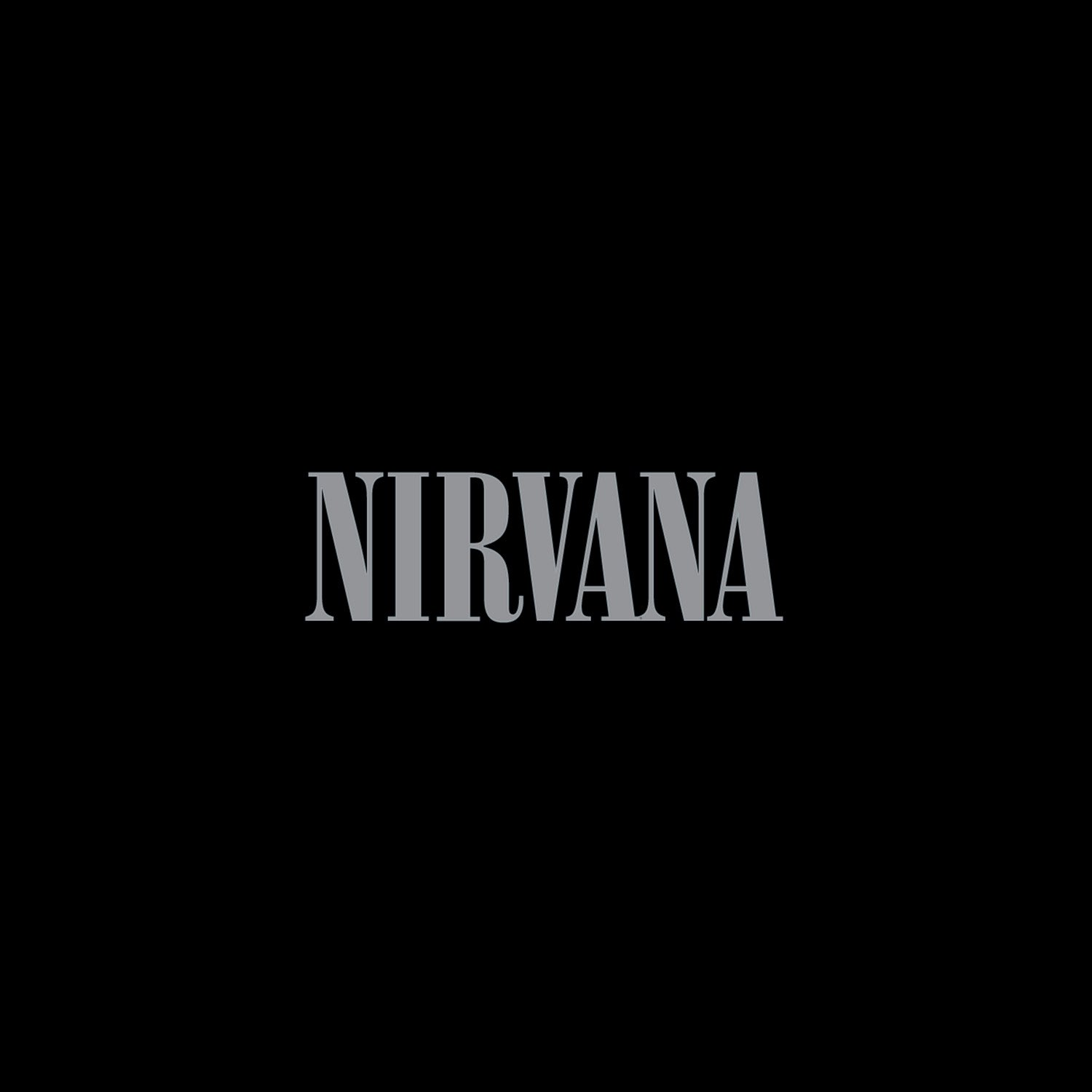
Plattencover von Nirvana

### EPs
| Jahr | Titel Musiklabel                | Anmerkungen                                                                      |
| ---- | ------------------------------- | -------------------------------------------------------------------------------- |
| 1989 | Blew Tupelo (TUP)               | Erstveröffentlichung: Dezember 1989 nur im Vereinigten Königreich veröffentlicht |
| 1992 | Hormoaning Geffen Records (WMG) | Erstveröffentlichung: 27. Januar 1992 nur in Australien und Japan veröffentlicht |

## Singles

### Als Leadmusiker
| Jahr | Titel Album                            | Höchstplatzierung, Gesamtwochen, AuszeichnungChartplatzierungen (Jahr, Titel, Album, Platzierungen, Wochen, Auszeichnungen, Anmerkungen) | Höchstplatzierung, Gesamtwochen, AuszeichnungChartplatzierungen (Jahr, Titel, Album, Platzierungen, Wochen, Auszeichnungen, Anmerkungen) | Höchstplatzierung, Gesamtwochen, AuszeichnungChartplatzierungen (Jahr, Titel, Album, Platzierungen, Wochen, Auszeichnungen, Anmerkungen) | Höchstplatzierung, Gesamtwochen, AuszeichnungChartplatzierungen (Jahr, Titel, Album, Platzierungen, Wochen, Auszeichnungen, Anmerkungen) | Höchstplatzierung, Gesamtwochen, AuszeichnungChartplatzierungen (Jahr, Titel, Album, Platzierungen, Wochen, Auszeichnungen, Anmerkungen) | Anmerkungen                                                                                        |
| Jahr | Titel Album                            | DE | AT | CH | UK | US | Anmerkungen                                                                                        |
| --- | -------------------------------------- | --- | --- | --- | --- | --- | -------------------------------------------------------------------------------------------------- |
| 1988 | Love Buzz Bleach                       | — | — | — | — | — | Erstveröffentlichung: November 1988 Verkäufe: 1.000 (limitiert); Original: Shocking Blue           |
| 1989 | Blew Bleach                            | — | — | — | — | — | Erstveröffentlichung: Dezember 1989                                                                |
| 1990 | Sliver Incesticide                     | — | — | — | UK90 (1 Wo.)UK | — | Erstveröffentlichung: 1. September 1990                                                            |
| 1991 | Smells Like Teen Spirit Nevermind      | DE2 ×2Doppelplatin · (27 Wo.)DE | AT8 (12 Wo.)AT | CH6 (16 Wo.)CH | UK7 ×5Fünffachplatin · (16 Wo.)UK | US6 Platin (Physisch) + Diamant (Digital) · (20 Wo.)US                                                                                   | Erstveröffentlichung: 10. September 1991 Verkäufe: + 17.810.000                                    |
| 1992 | Come as You Are Nevermind              | DE22 Platin · (11 Wo.)DE | AT28 (4 Wo.)AT | CH21 (10 Wo.)CH | UK9 ×2Doppelplatin · (5 Wo.)UK | US32 ×5Fünffachplatin · (18 Wo.)US | Erstveröffentlichung: 2. März 1992 Verkäufe: + 7.680.000                                           |
| 1992 | Lithium Nevermind                      | — | — | — | UK11 Platin · (6 Wo.)UK | US64 ×3Dreifachplatin · (9 Wo.)US | Erstveröffentlichung: 5. Juli 1992 Verkäufe: + 3.980.000                                           |
| 1992 | In Bloom Nevermind                     | — | — | — | UK28 Gold · (7 Wo.)UK | US— ×2DoppelplatinUS | Erstveröffentlichung: 30. November 1992 Verkäufe: + 2.470.000                                      |
| 1993 | Heart-Shaped Box In Utero              | — | — | — | UK5 Platin · (5 Wo.)UK | US— ×3DreifachplatinUS | Erstveröffentlichung: 30. August 1993 Verkäufe: + 4.025.000                                        |
| 1993 | All Apologies / Rape Me In Utero       | — | — | — | UK32 Silber (All Apologies) + Silber (Rape Me) · (5 Wo.)UK                                                                               | US— Platin (All Apologies) + Platin (Rape Me)US                                                                                          | Erstveröffentlichung: 6. Dezember 1993 Verkäufe: + 2.270.000                                       |
| 1994 | Pennyroyal Tea In Utero                | — | — | — | — | — | Erstveröffentlichung: 1. April 1994 Verkäufe: + 35.000 wegen Cobains Tod wieder vom Markt genommen |
| 1994 | About a Girl MTV Unplugged in New York | — | — | — | UK— GoldUK | — | Erstveröffentlichung: 24. Oktober 1994 Verkäufe: + 550.000                                         |
| 2002 | You Know You’re Right Nirvana          | — | — | — | — | US45 Gold · (20 Wo.)US | Erstveröffentlichung: 8. Oktober 2002 Verkäufe: + 535.000                                          |
| Folgende Lieder erschienen nicht als Single, wurden aber durch das Album zum Download und Streaming bereitgestellt und konnten somit eine Platzierung erlangen: |                                        | | | | | | |
| |                                        | | | | | | |
| 2022 | Something in the Way Nevermind         | — | — | — | UK76 Gold · (1 Wo.)UK | US46 Platin · (1 Wo.)US | Charteinstieg: 24. März 2022 Verkäufe: + 1.620.000                                                 |

### Split-Singles
| Jahr | Titel Interpretation                                 | Höchstplatzierung, Gesamtwochen, AuszeichnungChartplatzierungen (Jahr, Titel, Interpretation, Platzierungen, Wochen, Auszeichnungen, Anmerkungen) | Höchstplatzierung, Gesamtwochen, AuszeichnungChartplatzierungen (Jahr, Titel, Interpretation, Platzierungen, Wochen, Auszeichnungen, Anmerkungen) | Höchstplatzierung, Gesamtwochen, AuszeichnungChartplatzierungen (Jahr, Titel, Interpretation, Platzierungen, Wochen, Auszeichnungen, Anmerkungen) | Höchstplatzierung, Gesamtwochen, AuszeichnungChartplatzierungen (Jahr, Titel, Interpretation, Platzierungen, Wochen, Auszeichnungen, Anmerkungen) | Höchstplatzierung, Gesamtwochen, AuszeichnungChartplatzierungen (Jahr, Titel, Interpretation, Platzierungen, Wochen, Auszeichnungen, Anmerkungen) | Anmerkungen                                                                                   |
| Jahr | Titel Interpretation                                 | DE | AT | CH | UK | US | Anmerkungen                                                                                   |
| ---- | ---------------------------------------------------- | --- | --- | --- | --- | --- | --------------------------------------------------------------------------------------------- |
| 1991 | Molly’s Lips / Candy Nirvana / The Fluid             | — | — | — | — | — | Erstveröffentlichung: Januar 1991 Verkäufe: 7.500 (limitiert); Original: The Vaselines        |
| 1991 | Here She Comes Now / Venus in Furs Nirvana / Melvins | — | — | — | — | — | Erstveröffentlichung: Juni 1991 Verkäufe: 1.000 (limitiert); Original: The Velvet Underground |
| 1993 | Puss / Oh, the Guilt Nirvana / The Jesus Lizard      | — | — | — | UK12 (2 Wo.)UK | — | Erstveröffentlichung: 15. Februar 1993                                                        |

## Videoalben und Musikvideos

### Videoalben
| Jahr | Titel Musiklabel                                                   | Höchstplatzierung, Gesamtwochen, AuszeichnungChartplatzierungen (Jahr, Titel, Musiklabel, Platzierungen, Wochen, Auszeichnungen, Anmerkungen) | Höchstplatzierung, Gesamtwochen, AuszeichnungChartplatzierungen (Jahr, Titel, Musiklabel, Platzierungen, Wochen, Auszeichnungen, Anmerkungen) | Höchstplatzierung, Gesamtwochen, AuszeichnungChartplatzierungen (Jahr, Titel, Musiklabel, Platzierungen, Wochen, Auszeichnungen, Anmerkungen) | Höchstplatzierung, Gesamtwochen, AuszeichnungChartplatzierungen (Jahr, Titel, Musiklabel, Platzierungen, Wochen, Auszeichnungen, Anmerkungen) | Höchstplatzierung, Gesamtwochen, AuszeichnungChartplatzierungen (Jahr, Titel, Musiklabel, Platzierungen, Wochen, Auszeichnungen, Anmerkungen) | Anmerkungen                                                                     |
| Jahr | Titel Musiklabel                                                   | DE | AT | CH | UK | US | Anmerkungen                                                                     |
| ---- | ------------------------------------------------------------------ | --- | --- | --- | --- | --- | ------------------------------------------------------------------------------- |
| 1994 | Live! Tonight! Sold Out!! Geffen Records (WMG)                     | — | — | — | UK2 ×2Doppelplatin · (233 Wo.)UK | US4 ×3Dreifachplatin · (136 Wo.)US | Erstveröffentlichung: 15. November 1994 Verkäufe: + 445.500                     |
| 2004 | With the Lights Out Geffen Records (UMG)                           | DE*DE | AT*AT | CH*CH | UK*UK | US3 (6 Wo.)US | Erstveröffentlichung: 22. November 2004 * siehe Boxset                          |
| 2005 | Classic Albums: Nirvana – Nevermind Eagle Rock Entertainment (ERE) | DE91 (1 Wo.)DE | AT4 (8 Wo.)AT | CH*CH | UK6 (4 Wo.)UK | US4 Platin · (11 Wo.)US | Erstveröffentlichung: 22. März 2005 Verkäufe: + 133.500; * siehe Nevermind      |
| 2007 | MTV Unplugged in New York Geffen Records (UMG)                     | DE*DE | AT8 (2 Wo.)AT | CH8 (2 Wo.)CH | UK3 Platin · (83 Wo.)UK | US6 ×7Siebenfachplatin · (34 Wo.)US | Erstveröffentlichung: 20. September 2007 Verkäufe: + 791.500; * siehe Livealbum |
| 2009 | Live at Reading Geffen Records (UMG)                               | DE*DE | AT3 (5 Wo.)AT | CH6 (2 Wo.)CH | UK30 (3 Wo.)UK | US1 (30 Wo.)US | Erstveröffentlichung: 30. Oktober 2009 Verkäufe: + 17.500; * siehe Livealbum    |
| 2011 | Live at the Paramount Geffen Records (UMG)                         | DE*DE | AT3 (3 Wo.)AT | CH4 (3 Wo.)CH | UK4 (10 Wo.)UK | US1 (17 Wo.)US | Erstveröffentlichung: 23. September 2011 Verkäufe: + 31.500; * siehe Livealbum  |
| 2013 | Live and Loud Geffen Records (UMG)                                 | DE—DE | AT7 (1 Wo.)AT | — | UK7 (4 Wo.)UK | US1 (21 Wo.)US | Erstveröffentlichung: 20. September 2013                                        |

### Musikvideos
| Jahr | Titel                      | Regie          |
| ---- | -------------------------- | -------------- |
| 1990 | In Bloom (Sub-Pop-Version) | Steve Brown    |
| 1991 | Smells Like Teen Spirit    | Samuel Bayer   |
| 1992 | Come as You Are            | Kevin Kerslake |
| 1992 | Lithium                    | Kevin Kerslake |
| 1992 | In Bloom                   | Kevin Kerslake |
| 1993 | Sliver                     | Kevin Kerslake |
| 1993 | Heart-Shaped Box           | Anton Corbijn  |
| 2002 | You Know You’re Right      | Chris Hafner   |

## Boxsets
| Jahr | Titel Musiklabel                         | Höchstplatzierung, Gesamtwochen, AuszeichnungChartplatzierungen (Jahr, Titel, Musiklabel, Platzierungen, Wochen, Auszeichnungen, Anmerkungen) | Höchstplatzierung, Gesamtwochen, AuszeichnungChartplatzierungen (Jahr, Titel, Musiklabel, Platzierungen, Wochen, Auszeichnungen, Anmerkungen) | Höchstplatzierung, Gesamtwochen, AuszeichnungChartplatzierungen (Jahr, Titel, Musiklabel, Platzierungen, Wochen, Auszeichnungen, Anmerkungen) | Höchstplatzierung, Gesamtwochen, AuszeichnungChartplatzierungen (Jahr, Titel, Musiklabel, Platzierungen, Wochen, Auszeichnungen, Anmerkungen) | Höchstplatzierung, Gesamtwochen, AuszeichnungChartplatzierungen (Jahr, Titel, Musiklabel, Platzierungen, Wochen, Auszeichnungen, Anmerkungen) | Anmerkungen                                                 |
| Jahr | Titel Musiklabel                         | DE | AT | CH | UK | US | Anmerkungen                                                 |
| ---- | ---------------------------------------- | --- | --- | --- | --- | --- | ----------------------------------------------------------- |
| 1995 | Singles Geffen Records (BMG)             | — | — | — | — | — | Erstveröffentlichung: Dezember 1995                         |
| 2004 | With the Lights Out Geffen Records (UMG) | DE48 (3 Wo.)DE | AT34 (6 Wo.)AT | CH28 (7 Wo.)CH | UK56 Silber · (4 Wo.)UK | US19 Platin · (9 Wo.)US | Erstveröffentlichung: 22. November 2004 Verkäufe: + 310.000 |

## Promoveröffentlichungen
| Jahr | Titel Album                                                | Anmerkungen                                                                                                |
| ---- | ---------------------------------------------------------- | --- |
| 1991 | On a Plain Nevermind                                       | Erstveröffentlichung: 24. September 1991 Verkäufe: + 35.000; nur in den Vereinigten Staaten veröffentlicht |
| 1992 | Molly’s Lips Incesticide                                   | Erstveröffentlichung: 1992 nur in Brasilien veröffentlicht; Original: The Vaselines                        |
| 1993 | Gallons of Rubbing Alcohol Flow Through the Strip In Utero | Erstveröffentlichung: 1993                                                                                 |
| 1994 | All Apologies MTV Unplugged in New York                    | Erstveröffentlichung: 1994                                                                                 |
| 1994 | Polly MTV Unplugged in New York                            | Erstveröffentlichung: 1994 · Verkäufe: + 770.000; UK: Silber; US: Gold                                     |
| 1994 | The Man Who Sold the World MTV Unplugged in New York       | Erstveröffentlichung: 1. November 1994 · Verkäufe: + 680.000; UK: Gold; Original: David Bowie              |
| 1994 | Where Did You Sleep Last Night MTV Unplugged in New York   | Erstveröffentlichung: 1. November 1994 · Verkäufe: + 270.000; UK: Silber; Original: Leadbelly              |
| 1994 | Lake of Fire MTV Unplugged in New York                     | Erstveröffentlichung: 1. November 1994 Verkäufe: + 35.000; Original: Meat Puppets                          |
| 1996 | Aneurysm From the Muddy Banks of the Wishkah               | Erstveröffentlichung: 8. Oktober 1996                                                                      |
| 1996 | Drain You From the Muddy Banks of the Wishkah              | Erstveröffentlichung: 1996 · Verkäufe: + 735.000; US: Gold                                                 |

## Sonderveröffentlichungen

### Alben
| Jahr | Titel Musiklabel                                  | Anmerkungen                                                               |
| ---- | ------------------------------------------------- | ------------------------------------------------------------------------- |
| 2009 | Live 9/2/1990 – Pine Street Theatre Sub Pop (WMG) | Erstveröffentlichung: 26. Oktober 2009 Teil von Bleach (20th Anniversary) |

| Jahr | Titel Musiklabel                                       | Anmerkungen                                                        |
| ---- | ------------------------------------------------------ | ------------------------------------------------------------------ |
| 1996 | Nirvana Box: Bleach / Incesticide Geffen Records (BMG) | Erstveröffentlichung: 6. Dezember 1996 Teil der „2-CD-Set“-Reihe   |
| 1999 | Nevermind + In Utero Geffen Records (UMG)              | Erstveröffentlichung: 1999 Teil der „2-Original-CDs“-Reihe         |
| 2009 | Incesticide + In Utero Geffen Records (UMG)            | Erstveröffentlichung: 5. Juni 2009 Teil der „2-Original-CDs“-Reihe |
| 2011 | Nevermind – The Singles Geffen Records (UMG)           | Erstveröffentlichung: 25. November 2011 RSD-Veröffentlichung       |

| Jahr | Titel Musiklabel                                         | Anmerkungen                                                                     |
| ---- | -------------------------------------------------------- | ------------------------------------------------------------------------------- |
| 2011 | Nevermind (Deluxe Edition) Geffen Records (UMG)          | Erstveröffentlichung: 23. September 2011 Verkäufe werden Nevermind hinzuaddiert |
| 2013 | In Utero (20th Anniversary Edition) Geffen Records (UMG) | Erstveröffentlichung: 20. September 2013 Verkäufe werden In Utero hinzuaddiert  |

### Lieder
| Jahr | Titel Album                                                            | Anmerkungen                                                     |
| ---- | ---------------------------------------------------------------------- | --------------------------------------------------------------- |
| 1989 | Mexican Seafood Teriyaki Asthma, Vol. 1                                | Erstveröffentlichung: 1989                                      |
| 1990 | Do You Love Me? Hard to Believe: A Kiss Covers Compilation             | Erstveröffentlichung: 1990 Original: Kiss                       |
| 1990 | Here She Comes Now Heaven & Hell: A Tribute to The Velvet Underground  | Erstveröffentlichung: 1990 Original: The Velvet Underground     |
| 1991 | Beeswax Kill Rock Stars                                                | Erstveröffentlichung: 1991                                      |
| 1991 | Dive The Grunge Years                                                  | Erstveröffentlichung: Juni 1991                                 |
| 1993 | Verse Chorus Verse No Alternative                                      | Erstveröffentlichung: 26. Oktober 1993 Später als Sappy bekannt |
| 1993 | I Hate Myself and Want to Die The Beavis and Butt-Head Experience      | Erstveröffentlichung: 23. November 1993                         |
| 1993 | Return of the Rat Eight Songs for Greg Sage and The Wipers             | Erstveröffentlichung: 20. Dezember 1993 Original: Wipers        |
| 1994 | Pay to Play DGC Rarities Vol. 1                                        | Erstveröffentlichung: 5. Juli 1994 Demoversion von Stay Away    |
| 1996 | Radio Friendly Unit Shifter (Live) Home Alive: The Art of Self Defense | Erstveröffentlichung: 20. Februar 1996                          |
| 1999 | Rape Me (Live) Saturday Night Live: The Musical Performances Vol. 2    | Erstveröffentlichung: 21. September 1999                        |

## Statistik

### Chartauswertung
Die folgende Aufstellung beinhaltet eine Übersicht über die Charterfolge Nirvanas in den Album-, Single- sowie den Musik-DVD-Charts. In Deutschland besteht die Besonderheit, dass Videoalben sich ebenfalls in den Albumcharts platzieren. In Österreich, der Schweiz, dem Vereinigten Königreich und den Vereinigten Staaten werden für Videoalben eigenständige Chartlisten geführt.
|                     | DE     | AT     | CH    | UK     | US     |
| ------------------- | ------ | ------ | ----- | ------ | ------ |
| Nummer-eins-Alben   | DE—DE  | AT2AT  | CH—CH | UK2UK  | US4US  |
| Top-10-Alben        | DE3DE  | AT6AT  | CH4CH | UK5UK  | US5US  |
| Alben in den Charts | DE11DE | AT10AT | CH9CH | UK10UK | US10US |

|                       | DE    | AT    | CH    | UK    | US    |
| --------------------- | ----- | ----- | ----- | ----- | ----- |
| Nummer-eins-Singles   | DE—DE | AT—AT | CH—CH | UK—UK | US—US |
| Top-10-Singles        | DE1DE | AT1AT | CH1CH | UK3UK | US1US |
| Singles in den Charts | DE2DE | AT2AT | CH2CH | UK9UK | US5US |

|                          | DE    | AT    | CH    | UK    | US    |
| ------------------------ | ----- | ----- | ----- | ----- | ----- |
| Nummer-eins-Videoalben   | DE—DE | AT—AT | CH—CH | UK—UK | US3US |
| Top-10-Videoalben        | DE—DE | AT5AT | CH3CH | UK5UK | US7US |
| Videoalben in den Charts | DE1DE | AT5AT | CH3CH | UK6UK | US7US |

### Auszeichnungen für Musikverkäufe
Die Lieder Been a Son (+ 90.000), Breed (+ 735.000), Dumb (+ 770.000) und Lounge Act (+ 35.000) wurden weder als Singles veröffentlicht, noch konnten sie aufgrund von Downloads oder Musikstreaming die Charts erreichen, dennoch erhielten diese Schallplattenauszeichnungen.
| Land/RegionAuszeichnungen für Musikverkäufe (Land/Region, Auszeichnungen, Verkäufe, Quellen) | Silber       | Gold       | Platin         | Diamant     | Verkäufe   | Quellen |
| -------------------------------------------------------------------------------------------- | ------------ | ---------- | -------------- | ----------- | ---------- | --- |
| Argentinien (CAPIF)                                                                          | —            | Gold1      | 11× Platin11   | —           | 474.000    | capif.org.ar (Memento vom 6. Juli 2011 im Internet Archive) AR2 (Memento vom 31. Mai 2011 im Internet Archive) |
| Australien (ARIA)                                                                            | —            | 12× Gold12 | 59× Platin59   | —           | 4.302.500  | aria.com.au |
| Belgien (BRMA)                                                                               | —            | Gold1      | 13× Platin13   | —           | 675.000    | ultratop.be |
| Brasilien (PMB)                                                                              | —            | 4× Gold4   | 5× Platin5     | —           | 935.000    | pro-musicabr.org.br                                                                                            |
| Dänemark (IFPI)                                                                              | —            | 4× Gold4   | 10× Platin10   | —           | 595.000    | ifpi.dk |
| Deutschland (BVMI)                                                                           | —            | 3× Gold3   | 6× Platin6     | —           | 3.750.000  | musikindustrie.de                                                                                              |
| Europa (IFPI)                                                                                | —            | Gold1      | 4× Platin4     | —           | 4.500.000  | ifpi.org (Memento vom 15. Oktober 2013 im Internet Archive)                                                    |
| Finnland (IFPI)                                                                              | —            | 3× Gold3   | —              | —           | 88.331     | ifpi.fi |
| Frankreich (SNEP)                                                                            | —            | 8× Gold8   | 3× Platin3     | Diamant1    | 2.650.000  | snepmusique.com                                                                                                |
| Griechenland (IFPI)                                                                          | —            | —          | Platin1        | —           | 20.000     | Einzelnachweise                                                                                                |
| Island (IFPI)                                                                                | —            | —          | Platin1        | —           | 5.000      | Einzelnachweise                                                                                                |
| Italien (FIMI)                                                                               | —            | 5× Gold5   | 11× Platin11   | —           | 910.000    | fimi.it |
| Japan (RIAJ)                                                                                 | —            | Gold1      | 6× Platin6     | —           | 1.300.000  | riaj.or.jp |
| Kanada (MC)                                                                                  | —            | 2× Gold2   | 30× Platin30   | Diamant1    | 3.730.000  | musiccanada.com                                                                                                |
| Mexiko (AMPROFON)                                                                            | —            | 5× Gold5   | —              | —           | 400.000    | amprofon.com.mx                                                                                                |
| Neuseeland (RMNZ)                                                                            | —            | 4× Gold4   | 40× Platin40   | —           | 880.000    | aotearoamusiccharts.co.nz NZ2                                                                                  |
| Niederlande (NVPI)                                                                           | —            | Gold1      | 2× Platin2     | —           | 250.000    | nvpi.nl |
| Norwegen (IFPI)                                                                              | —            | Gold1      | 2× Platin2     | —           | 115.000    | ifpi.no (Memento vom 5. November 2012 im Internet Archive)                                                     |
| Österreich (IFPI)                                                                            | —            | 2× Gold2   | 4× Platin4     | —           | 240.000    | ifpi.at |
| Polen (ZPAV)                                                                                 | —            | 2× Gold2   | 6× Platin6     | —           | 380.000    | olis.pl |
| Portugal (AFP)                                                                               | —            | 2× Gold2   | 10× Platin10   | —           | 112.500    | Einzelnachweise                                                                                                |
| Schweden (IFPI)                                                                              | —            | 2× Gold2   | 3× Platin3     | —           | 380.000    | sverigetopplistan.se                                                                                           |
| Schweiz (IFPI)                                                                               | —            | —          | 4× Platin4     | —           | 190.000    | hitparade.ch                                                                                                   |
| Spanien (Promusicae)                                                                         | —            | 6× Gold6   | 8× Platin8     | —           | 860.000    | elportaldemusica.es ES2 ES3                                                                                    |
| Vereinigte Staaten (RIAA)                                                                    | —            | 5× Gold5   | 50× Platin50   | 2× Diamant2 | 65.638.000 | riaa.com |
| Vereinigtes Königreich (BPI)                                                                 | 10× Silber10 | 5× Gold5   | 34× Platin34   | —           | 15.460.000 | bpi.co.uk |
| Insgesamt                                                                                    | 10× Silber10 | 80× Gold80 | 323× Platin323 | 4× Diamant4 |            | |